# Virginia Eliza Clemm Poe
Virginia Eliza Clemm Poe, född 15 augusti 1822 i Baltimore, Maryland, död 30 januari 1847 i Bronx i New York, var hustru till poeten och författaren Edgar Allan Poe. Enligt flertalet biografier över Edgar Allan Poe ska hans hustru ha varit en särskild förebild för honom i skrivandet.      

## Biografi
Clemm och Poe var kusiner. De två ingick 1835 äktenskap – hon var då 13 år och han 27 år gammal.
Levnadstecknarna har bedömt parets förhållande på olika sätt. Även om de två uppskattade varandra, menar vissa biografer att de såg varann mer som bror och syster. I januari 1842 insjuknande hon i tuberkulos, vilken förvärrades under de kommande åren. Hon avled i sjukdomen vid 24 års ålder i familjens stuga, utanför New York.
Virginia Clemm och Edgar Allan Poe levde ihop i perioder, tillsammans med andra familjemedlemmar, innan de gifte sig. De två flyttade ofta, förorsakat av Poes olika anställningar, och levde omväxlande i Baltimore, Philadelphia och New York. Några år efter parets bröllop blev Poe inblandad i en större skandal som inkluderade Frances Sargent Osgood och Elizabeth F. Ellet. Rykten omkring maken angående osedligt leverne påverkade Virginia Clemm Poe så till den grad, att hon på sin dödsbädd hävdade att Ellet hade mördat henne. Efter sin död placerades hennes kropp slutligen under samma minnessten som hennes make, i Westminster Hall and Burying Ground i Baltimore. Endast en bild avbildar med säkerhet Virginia Eliza Clemm Poe; det är ett personporträtt i akvarell som målades flera timmar efter hennes död.   
Hustruns sjukdom och slutliga död påverkade Edgar Allan Poe djupt, och han blev missmodig och tog till alkohol för att hantera sina känslor. Hennes kamp mot sjukdom och hennes död tros ha inverkat på hans poesi och prosa, där döende unga kvinnor är flitigt förekommande. Bland dessa kvinnliga romanfigurer finns "Annabel Lee", "The Raven" och "Ligeia".